# Bateria de diamante
Bateria de diamante é um conceito de bateria atômica proposto pelo Instituto de Cabot da Universidade de Bristol durante sua palestra anual  realizada em 25 de Novembro de 2016 no Wills Memorial Building. Esta bateria é proposta para funcionar com a radioatividade de blocos de resíduos de grafite (material anteriormente usado como moderador de nêutrons em reatores nucleares) e geraria eletricidade em pequena escala por milhares de anos.
Trata-se de uma bateria betavoltaica que usa carbono-14 (14C) na forma de carbono semelhante a diamante (DLC) como fonte de radiação beta, e DLC de carbono normal adicional para fazer a junção de semicondutores necessário e encapsular o carbono-14.

## Protótipos
Atualmente nenhum protótipo conhecido usa 14C como fonte, no entanto existem alguns protótipos que usam níquel-63 (63Ni) como fonte com semicondutores de diamante para conversão de energia que são vistos como um trampolim para um possível protótipo de bateria de diamante 14C.

### Protótipo da Universidade de Bristol
Em 2016, pesquisadores da Universidade de Bristol afirmaram ter construído um desses protótipos de 63Ni. No entanto, nenhuma prova foi fornecida. Detalhes sobre o desempenho deste protótipo foram fornecidos. No entanto, eles não são auto-consistentes. Contradizendo outros detalhes e números de desempenho excedem valores teóricos por várias ordens de magnitude.
A partir de seu  FAQ, a potência estimada de uma célula C-14 é de 15 Joules/dia por milhares de anos, que eles comparam com uma pilha AA pesando 20g, e fornecendo 700J/g. Em seguida, alegam que não é possível substituir uma pilha AA por esta tecnologia, que deve ser destinada a aplicações onde uma baixa taxa de descarga por um longo período de tempo é necessária, como microeletrônica, exploração espacial, dispositivos médicos, comunicações do fundo do mar, etc.

### Protótipo do Instituto de Física e Tecnologia de Moscou
Em 2018, pesquisadores do Instituto de Física e Tecnologia de Moscou, do Instituto Tecnológico de Novos Materiais de Carbono Super Resistentes e da Universidade Nacional de Ciência e Tecnologia MISiS anunciaram um protótipo usando "sanduíches de 63Ni em camadas de 2 mícrons de espessura, entre 200 conversores de diamantes de 10 mícrons. Produziu em sua saída energia de cerca de 1 μW para densidade de energia de 10 μW/cm3. A esses valores, sua densidade energética seria de aproximadamente 3,3 Wh/g ao longo de sua meia-vida de 100 anos, cerca de 10 vezes a das baterias eletroquímicas convencionais. Esta pesquisa foi publicada em Abril de 2018 na revista Diamond and Related Materials.

## Carbono-14
Pesquisadores estão tentando melhorar a eficiência e estão focando no uso de radioativos 14C, que é um pequeno contribuinte para a radioatividade dos resíduos radioativos.
14C sofre de decaimento beta, na qual emite uma partícula beta de baixa energia para se tornar nitrogênio-14, que é estável (não radioativo).
6C14 → 7N14 + -1β0
Essas partículas beta, com uma energia média de 50 keV, sofrem colisões inelásticas com outros átomos de carbono, criando assim pares de elétrons-buracos que, em seguida, contribuem para uma corrente elétrica. Isso pode ser reafirmado em termos da teoria de bandas, dizendo que devido à alta energia das partículas beta, elétrons na faixa de valência de carbono saltam para sua faixa de condução, deixando para trás buracos na faixa de valência onde os elétrons estavam presentes anteriormente.

## Proposta de produção
Em reatores moderados por grafite, as hastes de controle de urânio físsil são colocadas dentro de blocos de grafite. Esses blocos atuam como um moderador de nêutrons cujo objetivo é diminuir a velocidade dos nêutrons para que as reações em cadeia nuclear possam ocorrer com nêutrons térmicos. Durante seu uso, alguns dos isótopos de carbono não radioativo carbono-12 e carbono-13 em grafite são convertidos em radioativo 14C ao capturar nêutrons. Quando os blocos de grafite são removidos durante o desligamento da estação, sua radioatividade induzida os qualifica como resíduos de baixo nível que requerem descarte seguro.
Pesquisadores da Universidade de Bristol demonstraram que uma grande quantidade de 14C radioativo estava concentrada nas paredes internas dos blocos de grafite. Devido a isso, eles propõem que grande parte dela pode ser efetivamente removida dos blocos. Isso pode ser feito aquecendo-os até o ponto de sublimação de 3915K (3642 °C, 6588 °F) que liberará o carbono em forma gasosa. Depois disso, os blocos serão menos radioativos e possivelmente mais fáceis de descartar com a maioria do 14C radioativo tendo sido extraídos.
Esses pesquisadores propõem que este gás de 14C poderia ser coletado e usado para produzir diamantes sintéticos por um processo conhecido como deposição química em fase vapor usando baixa pressão e temperatura elevada, observando que este diamante seria uma folha fina e não no formato convencional do de um diamante lapidado. O diamante resultante feito de radioativo 14C ainda produziria radiação beta que os pesquisadores afirmam que permitiria que ele fosse usado como uma fonte betavoltaica. Os pesquisadores também afirmam que este diamante seria sanduíche entre diamantes sintéticos não radioativos feitos a partir de 12C, o que bloquearia a radiação da fonte e também seria usado para conversão de energia como semicondutor de diamante em vez de semicondutores convencionais de silício.

## Possíveis aplicações
Devido à sua densidade de energia muito baixa, eficiência de conversão e alto custo, um dispositivo betavoltaico de 14C é muito semelhante a outros dispositivos betavoltaicos existentes que são adequados para aplicações de nicho que precisam de muito pouca energia (microwatts) por vários anos em situações onde as baterias convencionais não podem ser substituídas ou recarregadas usando técnicas convencionais de colheita de energia. Devido à sua meia-vida mais longa, os betavoltaicos de 14C podem ter uma vantagem na vida útil quando comparados com outros betavoltaicos usando trítio ou níquel. No entanto, isso provavelmente virá ao custo de uma densidade de energia mais reduzida.

### Comercialização
Em Setembro de 2020, Morgan Boardman, um Membro Industrial e Consultor Estratégico do Aspire Diamond Group no South West Nuclear Hub da Universidade de Bristol, foi nomeado para ser o CEO de uma nova empresa chamada Arkenlight, que foi criada explicitamente para comercializar sua tecnologia de bateria de diamante e possivelmente outros dispositivos de radiação nuclear em pesquisa ou desenvolvimento na Universidade de Bristol.